# Arash AF10
L'Arash AF10 est une supercar présentée au Salon automobile de Genève 2016 par le constructeur Arash. Elle présente une motorisation hybride. En effet elle emprunte le moteur V8 de la Chevrolet Corvette avec compresseur développant 913 ch et 1200 N m de couple auquel s'ajoutent 4 moteurs électriques pour une puissance de 1198 ch et 1080 N m de couple. Au total l'AF10 développe 2110 ch et 2280 N m de couple pour une vitesse maximale dépassant les 300 km/h.
En 2009, à Genève aussi, la marque avait également présenté une auto du même nom, alors équipée du V8 de 7 litres de la Chevrolet Corvette Z06 développant alors 510 ch.